# SM i ordvitsar
SM i ordvitsar är en tävling där Sveriges bästa ordvitsare koras. Tävlingen har arrangerats varje år sedan 2010 av humorgruppen Mitt i smeten (som består av Adeel Faqih, Evelyn Mok, Isak Jansson, Sandra Ilar och Pontus Ströbaek) förutom 2020 och 2021 på grund av coronapandemin.
2015 vann journalisten och ståuppkomikern Johan Hurtig Wagrell som debutant SM i ordvitsar. Anders Nielsen från Göteborg har vunnit tävlingen två gånger.
SM i ordvitsar avgörs genom tre deltävlingar i Malmö, Göteborg och Stockholm följt av en riksfinal. Tävlingarna genomförs med en omgång där de tävlande kör nummer där de övat in ordvitsar. Publiken väljer vilka fyra som går vidare till semifinaler där de tävlande möts i duell.

## Vinnare
- 2010: Mikko Yletyinen
- 2011: Claes Engholm
- 2012: Anders Nielsen
- 2013: Fabian Göranson
- 2014: Anders Nielsen
- 2015: Johan Hurtig Wagrell
- 2016: Tobbe Ström[3]
- 2017: Tobbe Ström
- 2018: Tobbe Ström
- 2019: Karl Vilén
- 2022: Erika Andersson
- 2023: Isak Johansson
- 2024: Elvira Gullberg[4]